# Mormonia vidua
Mormonia vidua is een vlinder uit de familie van de spinneruilen (Erebidae). De wetenschappelijke naam van de soort is voor het eerst geldig gepubliceerd in 1798 door Smith & Abbot.